# Vinsobres
Vinsobres är en kommun i departementet Drôme i regionen Auvergne-Rhône-Alpes i sydöstra Frankrike. Kommunen ligger i kantonen Nyons som tillhör arrondissementet Nyons. År 2022 hade Vinsobres 1 005 invånare.

## Befolkningsutveckling
Antalet invånare i kommunen Vinsobres
Referens:INSEE